# Institut Jean-Nicod
Pour les articles homonymes, voir IJN.
L'Institut Jean-Nicod (IJN) est un centre de recherche relevant de l'Institut des sciences humaines et sociales (INSHS) du CNRS.    
Ce centre de recherche se trouve à Paris et a deux tutelles universitaires : l'École des hautes études en sciences sociales (EHESS) et l'École normale supérieure (ENS).   
Fondé en 2002, il a été nommé en mémoire du philosophe français Jean George Pierre Nicod (1893-1924).   
Il est dirigé à ce jour par le philosophe Roberto Casati, directeur d'études à l'EHESS    
La discipline de base est la philosophie analytique mais l'unité héberge également des recherches de pointe en linguistique et en sciences sociales, le thème unificateur étant l'esprit humain et la nature des représentations (linguistiques, mentales, et sociales).    
À l'ENS, l'Institut Jean Nicod appartient à la direction lettres et sciences sociales et il est à ce titre rattaché à la fois au département de philosophie et au département d'études cognitives (DEC).   
Ce laboratoire est composé d'environ une centaine de membres, dont une moitié de doctorants, l'autre moitié étant composée de chercheurs CNRS (une vingtaine), d'enseignants-chercheurs et de post-doctorants, d'ingénieurs contractuels et administratifs.     
Le prix Jean-Nicod est décerné chaque année par le CNRS à un spécialiste en philosophie travaillant sur des enjeux liés à la cognition. 

## Chercheurs présents et passés
- Jean-Baptiste André
- Scott Atran
- Nicolas Baumard
- Claire Beyssade
- Sacha Bourgeois-Gironde
- Alban Bouvier
- Richard Carter
- Roberto Casati
- Valérian Chambon
- Francis Corblin
- Philippe De Brabanter
- Frédérique de Vignemont
- Vincent Descombes
- Michele Di Francesco (it)
- Jérôme Dokic
- Paul Egré
- Jon Elster
- Pascal Engel
- Pierre Jacob
- François Kammerer
- Max Kistler
- Pascal Ludwig
- Diego Marconi
- Alda Mari
- Hugo Mercier
- Olivier Morin
- Frédéric Nef
- Daniel Nettle (en)
- David Nicolas
- Gloria Origgi
- Élisabeth Pacherie
- Jérôme Pelletier
- Alessandro Pignocchi
- Guy Politzer
- Joëlle Proust
- François Recanati
- Philippe Schlenker
- Benjamin Spector
- Dan Sperber
- Dominique Sportiche
- Isidora Stojanovic
- Claudine Tiercelin
- Tiziana Zalla